# Wojciech Rudy
Pour les articles homonymes, voir Rudy.
Wojciech Władysław Rudy, né le 23 octobre 1952 à Katowice, est un footballeur polonais. Il occupait le poste de milieu de terrain.

## Biographie

### Treize ans au Zagłębie Sosnowiec
Formé au Gwardia Katowice, Wojciech Rudy signe en 1970 au Zagłębie Sosnowiec, le club qui monte en Pologne. Il y joue durant treize années, durant lesquelles il gagne le championnat en 1972, intègre l'équipe nationale en 1974 lors d'un match contre le Canada et est appelé pour les Jeux olympiques de 1976. Il y joue un match, face à la Corée du Nord en quart de finale. Deux ans plus tard, il participe à la coupe du monde en Argentine, et joue là aussi un seul match.
Il remporte également deux fois de suite la coupe nationale, en 1977 et 1978. Un an plus tard, il est même désigné meilleur joueur de la saison par le magazine Piłka Nożna.

### La fin de carrière
En 1983, il suit Jerzy Kraska, champion olympique en 1972, au KuPS Kuopio en Finlande. Une saison plus tard, il revient dans son club de cœur, et termine sa carrière un an plus tard.

### Une reconversion surprenante
Après 1985, il devient arbitre, et officie en championnat mais aussi au niveau international.

## Palmarès

### Collectif
- Finaliste de la Coupe de Pologne : 1971
- Champion de Pologne : 1972
- Deuxième des Jeux olympiques : 1976
- Vainqueur de la Coupe de Pologne : 1977, 1978

### Distinctions personnelles
- Footballeur polonais de l'année : 1979